# Кирьяк, Андрей Васильевич
Андрей Васильевич Кирьяк (1899 год, Сухумский округ, Кутаисская губерния, Российская империя — 1967 год) — бригадир колхоза имени Куйбышева Гагрского района Абхазской АССР, Грузинская ССР. Герой Социалистического Труда (1949).

## Биография
Родился в 1899 году в крестьянской семье в одном из сельских населённых пунктов Сухумского округа Кутаисской губернии.
Со второй половины 1940-х годов — бригадир табаководческой бригады колхоза имени Куйбышева Гагрского района.
В 1948 году бригада Андрея Кирьяка собрала в среднем с каждого гектара по 19,5 центнеров листьев табака сорта «Самсун № 27» на участке площадью 6 гектаров. Указом Президиума Верховного Совета СССР от 3 мая 1949 года «за получение высоких урожаев кукурузы и табака в 1948 году» удостоен звания Героя Социалистического Труда с вручением ордена Ленина и золотой медали «Серп и Молот».
Этим же указом званием Героя Социалистического Труда были награждены звеньевые Грач Капрелович Нубарян и Хорен Григорьевич Хачатурян. В августе 1949 года званием Героя Социалистического Труда также был награждён табаковод колхоза имени Куйбышева Ованес Хачикович Текнеджян.
После выхода на пенсию проживал в селе Цандрыпш.
Умер в 1967 году.